# آبي ستيرن
آبي ستيرن (بالإنجليزية: Abe Stern؛ بالألمانية: Abe Stern) هو منتج أفلام ألماني وأمريكي، ولد في 8 مارس 1888 في فولدا في ألمانيا، وتوفي في 12 يوليو 1951 في لوس أنجلوس في الولايات المتحدة.

## وصلات خارجية
- آبي ستيرن على موقع IMDb (الإنجليزية)
- آبي ستيرن على موقع قاعدة بيانات الفيلم (الإنجليزية)